# Léontine Nkague Nkamba
Léontine Nkague Nkamba, née le 25 octobre 1977 à Mpalampouam dans le département de Haut-Nyong, est une mathématicienne et professeure d'universités camerounaise. Diplômée en mathématiques appliquées et en calcul scientifique, elle est spécialisée en modélisation des maladies infectieuses. Elle est la directrice de l’École normale supérieure de Bertoua depuis le 17 juin 2022.

## Biographie

### Enfance et formation
Léontine Nkague Nkamba est née le 25 octobre 1977 à Mpalampouam près d'Angossas dans le département de Haut-Nyong dans la région de l'Est du Cameroun. Elle est issue d'une famille modeste et chrétienne. Elle grandit dans un petit village de la commune d'Angossas.
Léontine Nkague Nkamba fait ses études en France, au Canada, en Angleterre, en Italie, au Sénégal, au Burkina Faso, au Mali et en Égypte. Elle est titulaire d'un doctorat de mathématiques appliquées soutenu le 23 novembre 2012 à l'université de Lorraine et d’un master II en sciences, technologies de l’information et de la communication de l’université d'Amiens. Elle est également diplômée de l'université de Picardie en France en octobre 2009, de l'université de Metz UFR MIM de 2009 à 2011, du Centre international de physique théorique (Trieste) de 2009 à 2011, de l'université de Ouagadougou de 2006 à 2007, et de l'université de Bamako de 2003 à 2005.
Elle fait des recherches sur la modélisation des maladies infectieuses et est chargée de cours à l'université de Yaoundé I. Elle devient ensuite professeure d'université en 2021.

### Carrière
Léontine Nkague Nkamba a commencé sa carrière comme stagiaire à l'entreprise ASECNAde Paris en 2008 au  département d'étude des failles des mécanismes du 802.X et déploiement d'un réseau sans fil sécurisé. Le 4 décembre 2017, elle est nommée directrice adjointe chargée des études à l’École nationale supérieure des postes, télécommunications, technologies et communications de l'information de Yaoundé. En 2021, elle devient maîtresse de conférences à l'université de Yaoundé I.
Le 9 août 2022, elle est nommée par décret présidentiel à la tête de l'École normale supérieure de Bertoua,.

### Vie associative
Léontine Nkague Nkambaest est la promotrice du Festival des Peuples de la Forêt Nkul Mekwamb organisé en 2013 à Doumé et Bertoua en 2015 et 2017. Elle est également présidente de l’Association Cameroun Soleil Levant et membre du conseil scientifique de l’université Paul-Verlaine de Metz en France de 2010 à 2011.

## Œuvres
- Modélisation des vaccins et robustesse des seuils en épidémiologie : Modélisation mathématique des vaccins imparfaits et robustesse du nombre de reproduction de bas, éditions Unions universitaires européennes[7].